# 아성체
아성체란 동물들 중에서 어린 개체와 성체의 중간을 가르키는 단어이다. 주로 완전히 성체가 되어가는 어린 개체를 가르킬 때 쓰인다.

## 의의
아성체는 한자로 풀이하면 (亞成體)가 되며 버금 아(亞)짜는 바로 2등을 가르키는 단어이다. 동물에 대한 신조어로서 여기서의 버금 아짜는 바로 성체가 막 되기 직전인 동물의 어린 개체를 가르킨다. 준할 준(準)자를 붙여 준성체(準成體)란 단어로도 불린다. 이시기가 되는 동물들이 되면 암컷과 수컷의 구분이 가능해지게 된다. 사람의 경우 사춘기가 오지 않은 초등학생~중학생 정도의 청소년에 해당된다. 동물의 학계에선 아직 쓰이진 않는 단어이며 주로 반려동물을 키우는 업체에서 사용하는 단어이다. 영어권에서는 아성체를 Subadult나 Juvenile란 단어로 사용한다.

## 같이 보기
- 동물
- 성장